# 히로하시 야스코
히로하시 야스코(일본어: 広橋 保子 ひろはし やすこ[*], 생년 미상 - 에이로쿠 7년 3월 19일 (1564년 4월 29일))는 센고쿠 시대의 여성이다. 히로하시 카네히데의 딸로, 히로하시 쿠니미츠의 동생이다. 이치죠 카네후유의 정실이며, 그의 사후에는 마츠나가 히사히데와 재혼했다.

## 생애
처음에는 섭관가의 이치죠 카네후유의 아내가 되었으나, 덴분 23년 (1554년)에 사별하고, 그 후, 고지 2년 (1556년), 고나라 천황의 후궁에 뇨보로써 출사하였다. 그러나, 이듬해 천황의 붕어로 인해 출궁한 것으로 알려졌다. 에이로쿠 3년 (1560년) 이전에 마츠나가 히사히데의 아내가 되어, 히사히데가 타몬 산성으로 이주하자, 야스코도 따라 타몬 산성에 들어간 것으로 보인다.
히사히데의 주군 미요시 나가요시가 귀의한 다이린 소토로부터 "센케이(仙渓)"라는 호를 수여받았다. 그 사망한 즈음에 쇼레이 소킨이 주도하여 장례가 치러젔다. 또한 히사히데 자신은 아내의 명복을 빌기 위해, 미요시 모토나가의 묘가 있는 난슈지 뒤에 쇼젠인을 건립했다.
히사히데는 야스코를 주군과 동격의 대우로 장례를 치렀으며, 따라서 야스코에 대한 애정은 깊었다고 생각된다.

## 참고 문헌
- 아마노 타다유키 (2014년). 《三好長慶：諸人之を仰ぐこと北斗泰山》. 미네르바 서방. ISBN 978-4-623-07072-5.
- 칸다 유리 (2022년). 《宮廷女性の戦国史》. 야마카와 출판사. ISBN 978-4-634-15205-2.